# R–26S Góbé
Az R–26S Góbé kétüléses, kétkormányos, fémépítésű kiképző vitorlázó repülőgép. Az 1960-as évek elején tervezték a Pestvidéki Gépgyár Esztergomi Gyáregységében Rubik Ernő irányításával. A Góbé Rubik Ernő fémépítésű gépcsaládjának legsikeresebb és legismertebb modellje, amelynél optimálisan sikerült ötvözni a kis szerkezeti tömeg, az egyszerű szerkezeti kialakítás és az olcsó gyárthatóság követelményeit.
Kezdő kiképzésre, alapszintű teljesítményrepülésre alkalmas gép. Kiegészítő berendezéssel használható műszeres kiképzésre is. Alkalmas dugóhúzó gyakorlására, felhőrepülés és műrepülés azonban a géppel nem végezhető. Csörléssel és repülőgép-vontatással is indítható.

## Története
A sportrepülést is felügyelő Magyar Honvédelmi Sportszövetség (MHS) 1958-ban adott megbízást a Pestvidéki Gépgyár Esztergomi Gyáregységének (PGE) egy alapfokú kiképző vitorlázó repülőgép, egy egyedül repülésre alkalmas együléses iskolagép, valamint egy standard kategóriájú teljesítmény-vitorlázó repülőgép kifejlesztésére. Mindhárom gép esetében követelmény volt a fémépítésű kialakítás.
A többfajta vitorlázó repülőgép tervezése során egy hasonló gyártástechnológiájú gépcsalád kialakítására törekedtek. A fejlesztés alapjául az 1957-ben egy példányban megépített, könnyűfém-szerkezetű R–23 Gébics szolgált. A Gébicsnél bevezetett konstrukciós megoldások – például a hullámosított szárnyborítás – az ezt követő fémépítésű gépcsalád tagjainál köszöntek vissza. A tervezési munkálatok először a standard teljesítménygéppel, az R–25 Mokány típussal kezdődtek, amely 1960. szeptember 25-én repült először.

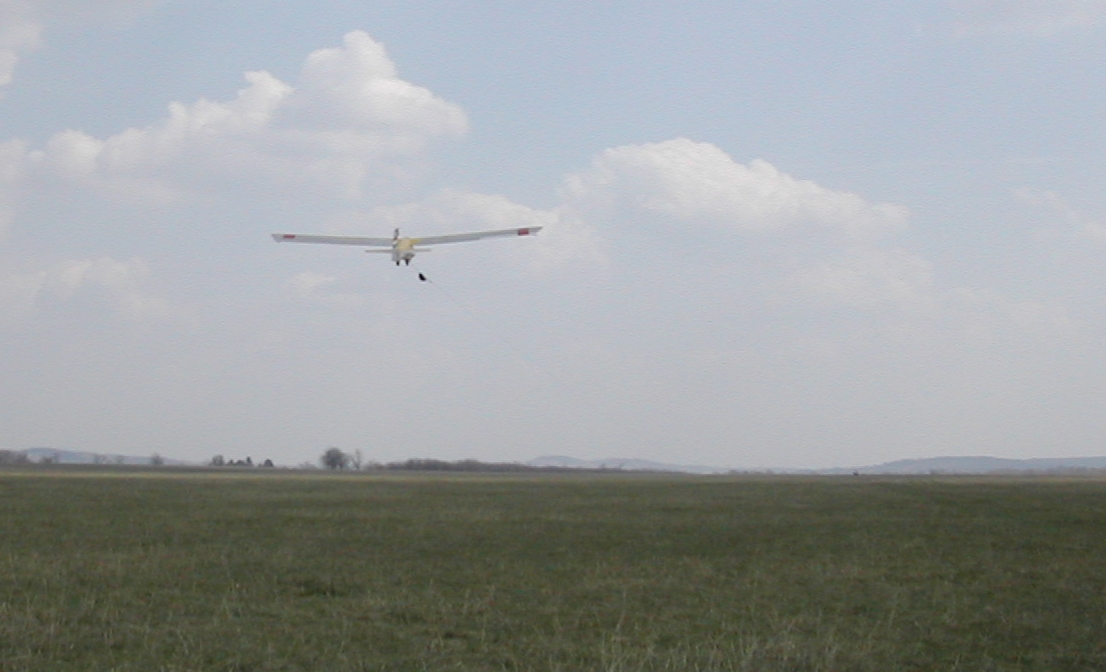
Csörléssel felszálló Góbé

Ezzel párhuzamosan elkezdődtek a kétüléses kiképző gép tervezési munkálatai is. Az R–26P1 típusjelű első prototípus kialakításában a Gébicsre emlékeztetett, de az orr-rész a Mokányéhoz hasonlított. Megtartották az R–23-nál is alkalmazott V-farokfelületet (pillangó-vezérsíkok), valamint a szárny-struktúra megbontásának elkerülése érdekében a törzsből kinyíló denevérszárny-féklapokat alkalmaztak. A tömegkiegyenlítésű vezérsíkok teljes egészében elforgathatók voltak. Az oktató ülését a tömegközépponthoz közel, a kissé előre nyilazott szárny belépőéle mögött, a növendék üléséhez képest 20 cm-el magasabban helyezték el. A HA–5301 lajstromjelű első prototípus 1960. május 6-án hajtotta végre első felszállását Esztergomban.
Az első prototípussal egy időben kezdődött el az R–26P2 jelű második prototípus fejlesztése. A P1 prototípushoz képest több jelentős változtatást hajtottak végre. A farokfelület hagyományos kialakítású lett, a törzs kialakítása pedig átmenetet képez az első prototípus és a sorozatgyártású változat között. A jobb dugóhúzó-tulajdonságok elérése érdekében a vízszintes vezérsíkot kissé a törzs fölött, a függőleges vezérsík alsó harmadánál helyezték el. Az oldalkormány jelentős aerodinamikai kiegyenlítő felülettel rendelkezett, a vízszintes vezérsík pedig aerodinamikailag és tömegkiegyenlítést is kapott. A P2 prototípuson Göppingen-rendszerű féklapokat alkalmaztak, amelyek a szárny felső és alsó felületéből nyíltak ki. A HA–5302 lajstromjelű második prototípus Karsai Endrével a fedélzetén 1961. augusztus 23-án hajtotta végre az első felszállását, szintén Esztergomban.

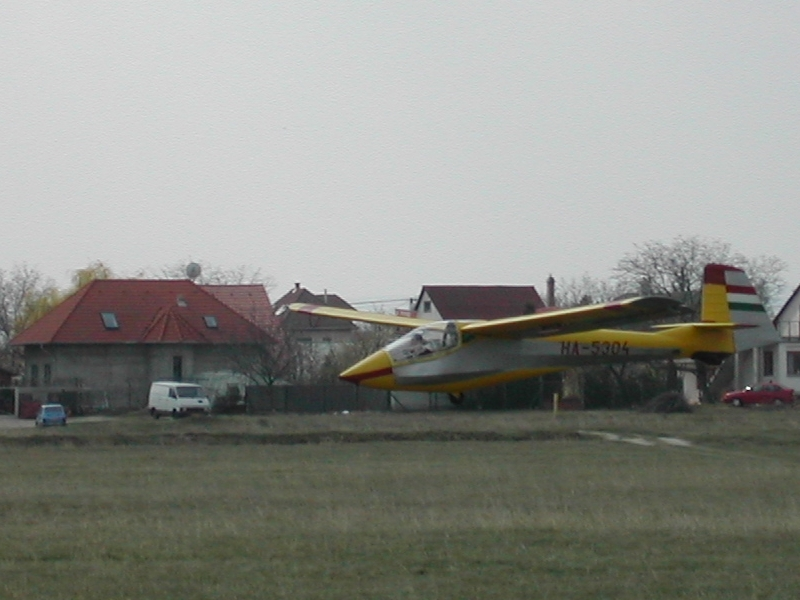
Góbé leszállás közben a dunakeszi repülőtéren

Mindkét prototípust az először az R–25 Mokánynál alkalmazott részletes tesztrepüléseknek vetették alá. A teljesítményméréseket a BME Repülőgépek Tanszéke végezte el. A gyári próbarepülések után a két prototípus a budaörsi repülőtérre került csapatpróbára. A tesztek alapján módosított és átalakított harmadik gép, amely egyúttal az első sorozatpéldány lett R–26S Góbé jelzéssel (az „S” jelzés a sorozat-változatra utal), 1963. június 6-án repült először. Nem egészen egy hónappal később, július 3-án a HA-5310 lajstromjelű példány Esztergomban lezuhant, miután szárnya leszakadt. A balesetben életét vesztette Felföldi Béla berepülőpilóta és Menyhárt Zoltán szerelő.
A fejlesztés során világossá vált, hogy a Góbé az oktatóval végrehajtott kiképző repüléseken túl a növendék egyedül repülésére is alkalmas iskolagép, így az eredetileg tervbe vett egyszemélyes iskolagép fejlesztéséről lemondtak, így ezzel az erre a feladatra szánt R–27 Kópé együléses iskola-vitorlázógép sorsa is megpecsételődött. A Góbé olyannyira jól sikerült, hogy teljesítménye alkalmassá tette a D-vizsgáig történő repülésre is.
Az R–26S Góbé sorozatgyártása 1963–1965 között folyt Esztergomban, ez idő alatt 115 db készült. A típus iránt jelentős nemzetközi érdeklődés is mutatkozott, de exportjára mégsem került sor, az összes elkészült gépet Magyarországon használták. A PGE-ben az 1970-es évek közepén készültek tervek a Góbé modernizálására, de a terveket a hatóságok elvetették, a munkálatokat leállították, és egyúttal a vitorlázó repülőgépek gyártását is hosszú időre megszüntették Magyarországon.
A szombathelyi 12. sz. AFIT újította fel a Góbé gyártását 1982-ben, Tóth István vezetésével. Erre a célra Szombathelyen felépítettek egy műhelyt. A gépen kismértékű szerkezeti módosításokat hajtottak végre annak érdekében, hogy megfeleljen az amerikai és európai légügyi előírásoknak. A módosított gépet R–26SU Góbé '82 jelzéssel 1982-től gyártották Szombathelyen, összesen 78 db készült ebből a sorozatból. Az elkészült mennyiségből 61 db-ot a magyarországi repülőklubok kaptak, 15 db-ot Kubába, 1–1 db-ot pedig Ausztriába és Nagy-Britanniába exportáltak.
Az első sorozatból való egyik régebbi gyártású példány (E–1218 gyártási számú) az Egyesült Államokba került, ahol N510AS lajstromjelet kapott.

## Szerkezeti kialakítása, műszaki jellemzői

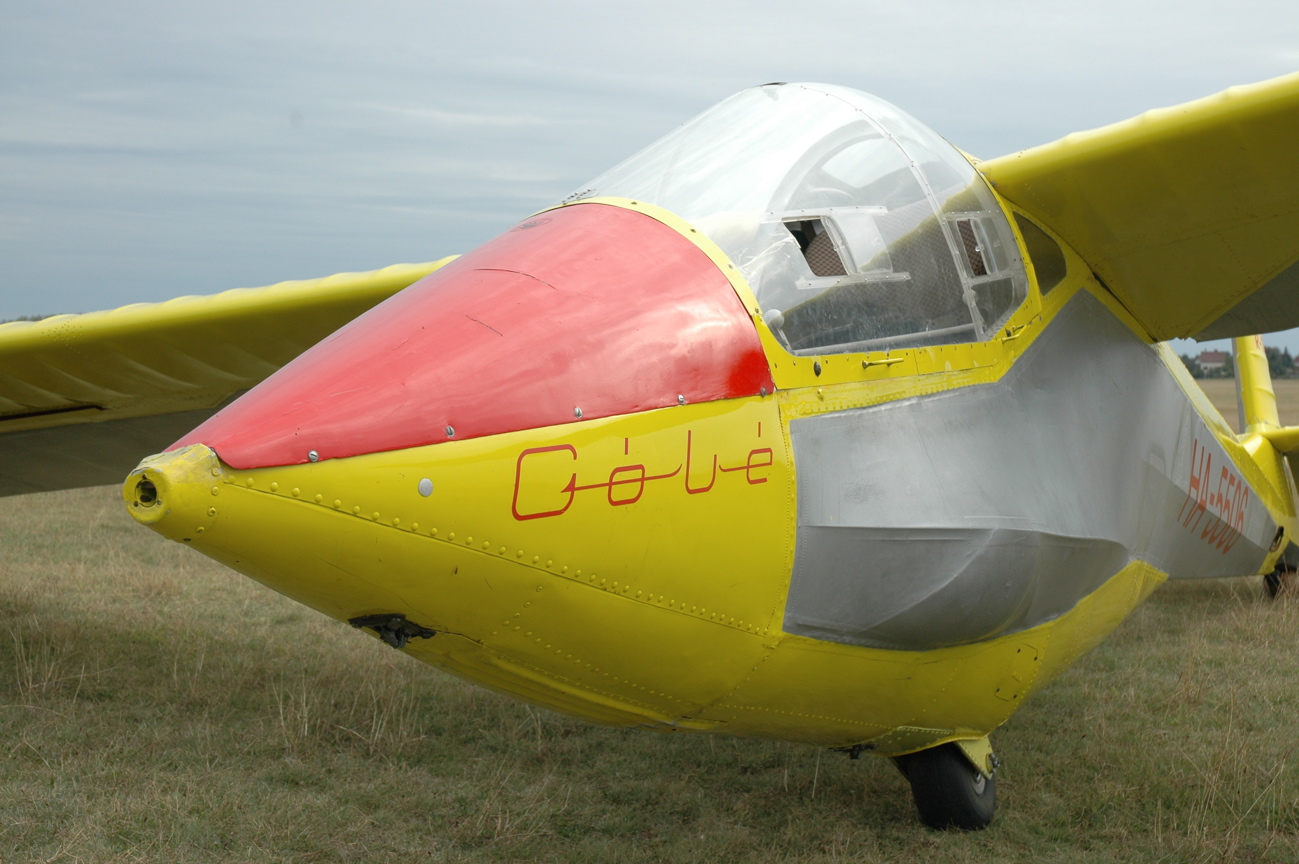
A törzs elülső része. Megfigyelhető alul a törzscsónak, az azon elhelyezett orrkioldó, a futómű, valamint az orrban a Pitot-cső nyílása.

Az R–26S fémépítésű vitorlázó repülőgép. Törzse három fő részre osztható. A törzs alsó része egy csónakszerű kiképzésű, megerősített dural félhéj-szerkezet, mely a földön veszi fel a terheléseket, ez ad helyet a főfutónak és a csörlő orr- és súlypont-kioldóinak is. A törzscsónakot két hosszanti gerinclemez, az ezekre merőlegesen elhelyezett keretek, valamint a lemezburkolat alkotja. A törzs hátsó része ugyancsak dural félhéj-szerkezet, melynek alsó részét egy peremes, könnyítésekkel ellátott lemez alkotja, felső része pedig félköríves lemezborítás, merevítő bordákkal. A hátsó-felső törzsrészt alulról merevítő rúd támasztja ki. Ezt a törzsrészt lemezekből sajtolt rácsrudak kötik össze a kitámasztó rúddal és a törzscsónak hátsó részével. Ezt a két fő egységet köti össze a törzs középső részének megerősített, térbeli rácsszerkezete, melyhez a szárnyak is csatlakoznak. A törzsorr és a törzs hátsórész felső fele dural borítású, a törzs középső, oldalsó része, valamint a törzs hátsórész alulsó fele vászonborítású. A törzs hátsó részével egy egységet képez a farokrész. A vízszintes vezérsík a farokrésszel egybeépített félhéj-szerkezet. A leszerelhető vízszintes vezérsík dural héjszerkezet, egy rögzített vízszintes és egy szerelhető függőleges csappal csatlakozik a törzsszerkezethez. A kormányfelületek fémszerkezetűek, vászonnal borítva. A törzs orr-részének felső lemezborítása leszerelhető, ezen keresztül hozzáférhetőek a pilótafülke műszerei és az oldalkormány elülső pedáljának mechanizmusa.
A gép szárnya egyfőtartós, a szárnyprofil a fesztávolság mentén végig Göttinegen Gö 549. Pozitív, 3 fokos V-beállításúak, kismértékben, 1,5 fokkal előrenyilazottak. A főtartó permes könnyítésekkel ellátott I keresztmetszetű dural lemez. A főtartó gerinclemezén könnyítő peremes lyukakat alakítottak ki. A főtartó gerinclemeze és a két övlemez szegecskötéssel csatlakozik egymáshoz. A szárny elülső része szárnybordákkal is merevített dural félhéj szerkezet, a főtartóval együtt egy torziós terheléseket is felvenni képes dobozszerkezetet képez. A főtartóhoz a hosszirányú erőhatásokat felvevő segédtartó csatlakozik ferdén. Az orrborításon a Rubik-féle hullámosított szárnyborítást alkalmazták. Ez biztosítja, hogy kevesebb szárnybordával is merev félhéj szerkezet alakítható ki, ezzel pedig tömegcsökkenés érhető el. A szárny főtartó mögötti része szintén fémszerkezet, vászonborítással ellátva, melyet a kilépőélhez ragasztással, a szárnybordákhoz varrással rögzítettek. A kilépőél hajlított dural lemezcsík.

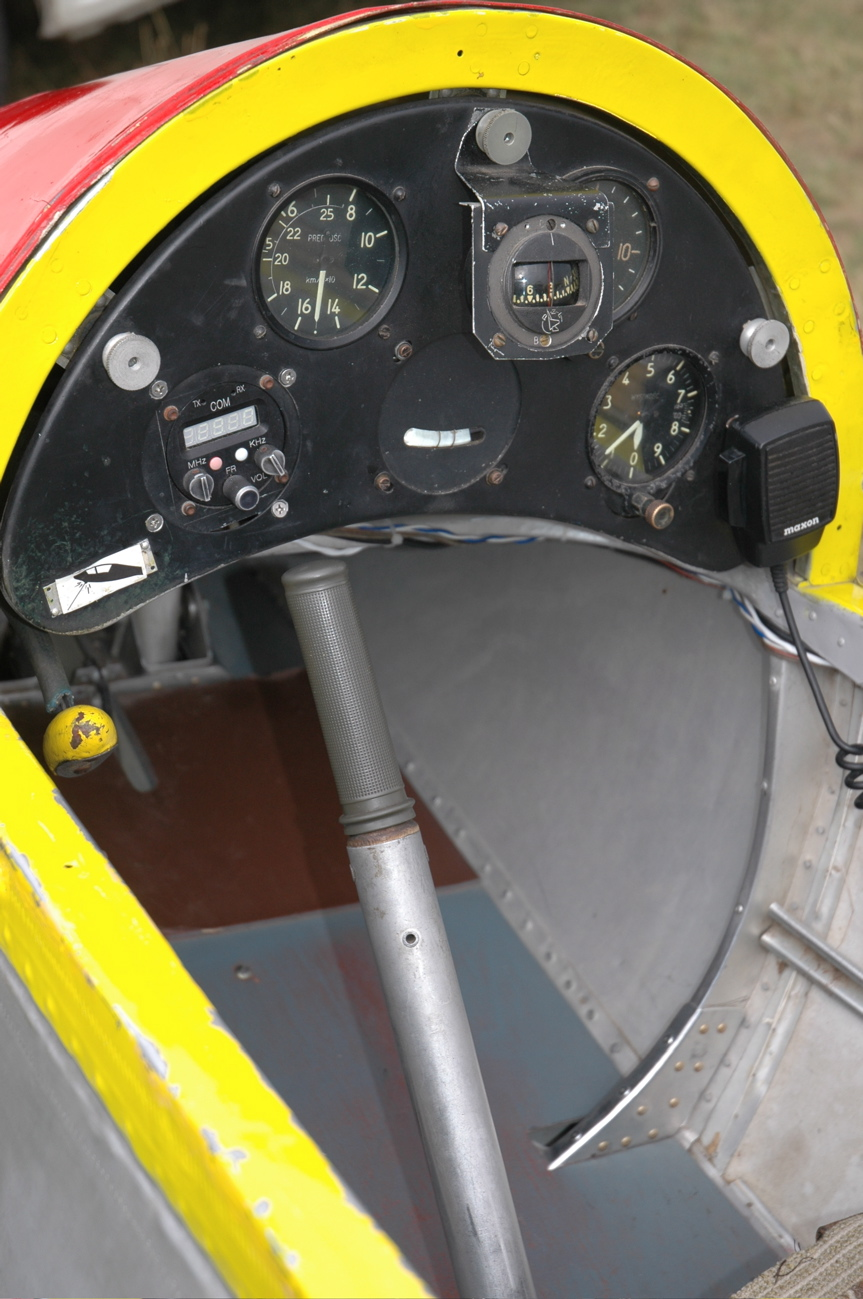
A gép pilótafülkéjének elülső része a műszerfallal és a botkormánnyal

A csűrő réselt, Friese-rendszerű. Aerodinamikai kiegyenlítésűek, vászonborításúak, de orr-részük dural lemezborítással van ellátva. A féklap DFS-rendszerű zuhanóféklap, a főtartó mögött, a 9. és a 12. szárnyborda között kialakított megerősített féklap-szekrényben elhelyezve. A szárnyak bekötő vasalásai nagyszilárdságú acélból készültek. A jobb szárny főtartójához kapcsolódó vasalás villás, a bal szárnyé nyelves kialakítású. A kettőt csapszeg fogja össze, mely egyúttal a középső törzskerethez is rögzíti a szárnyat. Ezzel a bekötő vasalási megoldással a főtartók lényegében átmenő főtartót képeznek. További szárnyrögzítő elemek a főtartón lévő, két-két vízszintes GL-csukló, valamint a törzsön oldalt elhelyezett GL-csuklók, melyek a segédtartó csapjaihoz kapcsolódnak. A szárnyvégekre acélcsőből kialakított csúszókat építettek.
A csörlő kioldói önkioldó rendszerűek. Az orrkioldó és a súlypont-kioldó egyidejűleg működik, és mindkét ülésből működtethető.
A kormányfelületek tolórudas mozgatásúak. A tolórudak kihajlás ellen több helyen vezetőgörgők között futnak. A trimm-lap acélhuzallal működtetett.
Futóművét a súlypont előtt elhelyezett, gumipogácsák által biztosított torziós rugózású, kisnyomású ballonkerék alkotja. A főfutó nem behúzható és nem is fékezhető. A farokrészen alul helyezkedik el a farokcsúszó, melynek rugózását a csúszólap és a törzsszerkezet között elhelyezett gumiballon biztosítja. A csúszólap kőrisfából készült, melyre acéllemez kopóréteget csavaroztak.
A pilótafülke a törzs elülső részében helyezkedik el. alulról a padlólemez, oldalról a vászonborítású törzs-oldal, felülről a kabintető határolja. a kabintető plexiből készült, mely alumínium keretben helyezkedik el. A plexi tetőn mindkét ülésnél homlok- és oldalszellőzők találhatók. A kabintető két belső zárral zárható, vészhelyzetben ledobható. A kabintető-zár a bal oldalon, a vészleoldó a jobb oldalon található. A kabinban a bal oldalon helyezkedik el a mindkét pilóta által működtethető kék színű féklap-kezelőszerv, valamint a trimmlap zöld színű gombja. Alapesetben csak az elülső ülés, a növendék ülése előtt található műszerfal, mely rugalmasan csatlakozik a törzskerethez. A műszerfalon PR–250 sebességmérő, VR–10 variométer, VD–12 magasságmérő, UP–12 keresztdőlésmérő-golyó, valamint BS–1 iránytű található, a műszerfal alatt helyezkedik el a sárga színű kioldó gomb. A sebességmérő RF–002 típusú Pitot-csövét az orrba építették be, a berendezéshez RF–003 típusú statikus mérőfej tartozik. Műszerrepülő kiképzéshez a hátsó ülés elé is műszerfal építhető be. Az ülések tandem elrendezésűek. Az oktató hátsó ülése kb. 20 cm-rel magasabban helyezkedik el, mint az első ülés, javítva ezáltal a kilátást. A kissé előrenyilazott szárnyak köszönhetően a második ülés a gép tömegközéppontjának közelében helyezkedik el. A pilótát négy heveder rögzíti az ülésbe. Mindkét ülés előtt botkormány és az oldalkormányok pedáljai helyezkednek el. A kormányszervek tolórúdjai a padlólemez alatt haladnak.

## Típusváltozatok
- R–26P1 – első prototípus (1960);
- R–26P2 – második prototípus (1961);
- R–26S Góbé – sorozatgyártású változat (1963);
- R–26SU Góbé '82 – modernizált változat (1982).

## Műszaki adatai

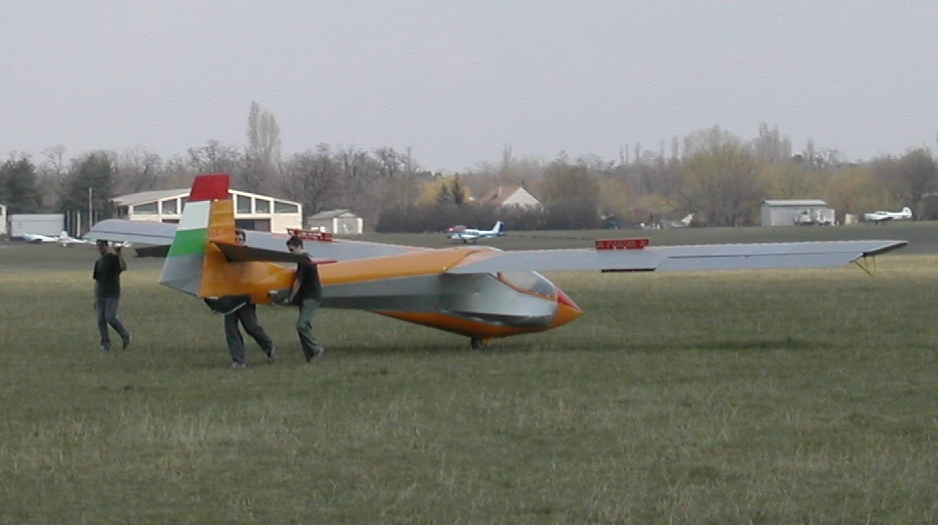
A gép visszatolása a rajthelyre

### Tömeg- és méretadatok
- Hossz: 9,00 m
- Fesztáv: 14,00 m
- Magasság: 1,37 m
- Szárnyfelület: 18,00 m²
- Szerkezeti tömeg: 220 kg
- Hasznos terhelés: 200 kg
- Maximális felszálló tömeg: 420 kg

### Repülési és teljesítményadatok[3]
- Legjobb siklószám: 23,7
- Legkisebb merülési sebesség: 0,95 m/s (76 km/h-nál)
- Optimális sebesség:[4] 81 km/h
- Optimális sebességhez tartozó merülősebesség: 0,96 m/s
- Legkisebb sebesség: 56 km/h
- Emelkedő képesség: 10,4 m/s

## Külső hivatkozások
- Paulik Lotti: A Góbé R-26S típusú vitorlázó repülőgép
- Az R–26S Góbé a SailPlaneDirectory.com-on (angolul)